# Annona micrantha
Annona micrantha là loài thực vật có hoa thuộc họ Na. Loài này được Bertero ex Spreng. mô tả khoa học đầu tiên năm 1825.